# Wienerbrød

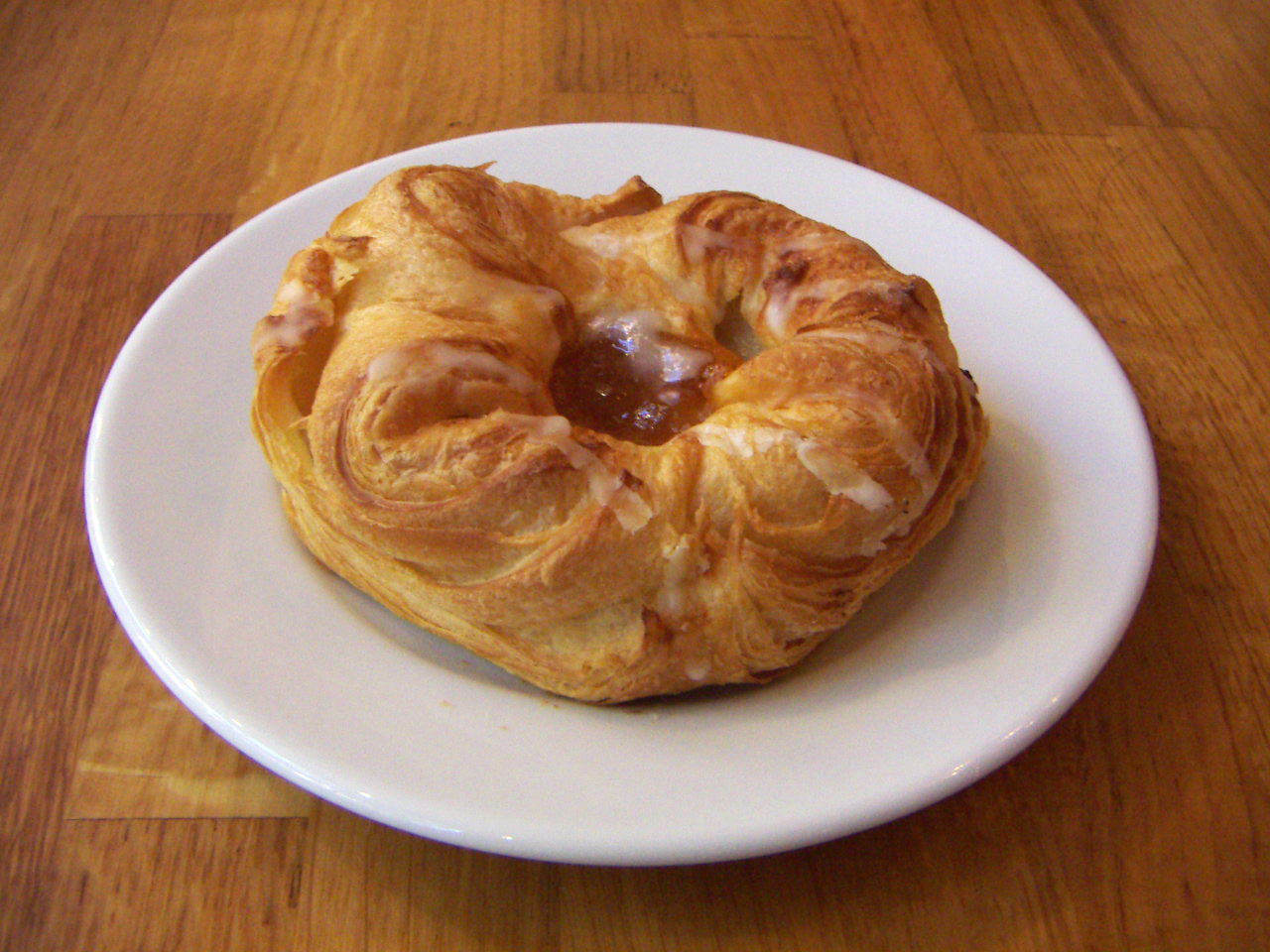
Una típica factura escandinava: el wienerbröd de manzana glaseada.

El wienerbrød (pan de Viena) es un pastel dulce de origen vienés que fue exportado a Dinamarca, donde la receta fue modificada para adaptarla a los gustos de la población danesa, y desde entonces se la conoce como una especialidad culinaria de ese país. Se elabora con una masa que ha sido levada utilizando harina, levadura, leche, huevos, cantidades generosas de mantequilla, y cardamomo como saborizante. Suele presentarse como una especie de pasta enrollada en numerosas capas en su interior. Es muy popular también en Suecia y Noruega, países en los que se lo llama wienerbröd. 

## Servir
Por lo general, los pasteles daneses están cubiertos de chocolate, mazapán o azúcar. Suelen estar moldeados con formas muy diversas, aunque la mayoría de ellas son circulares: con forma de ocho, espirales (conocidas como caracoles) o con forma de pretzel. En Dinamarca suelen consumirse los domingos por la mañana o también para celebrar ocasiones especiales.